# Гюго, Валентина
Валентина Гюго (фр. Valentine Hugo), урождённая Валентина Мари Огюстин Гросс (Valentine Marie Augustine Gross; 1887—1968) — французская художница и иллюстратор.

## Биография
Дочь музыканта Огюста Гросса и Зели Демлен (фр. Zèlie Dèmelin), Валентина развивала в себе любовь к искусству, театру и музыке с раннего возраста. В 1907—1910 годах занималась в Высшей школе изящных искусств.
Работа с театром предоставила Валентине Гюго много возможностей для развития её творчества. Она часто делала зарисовки балетной хореографии и особенно увлекалась танцовщиком и хореографом Вацлавом Нижинским. В 1913 году она представила свои работы в фойе Театра Елисейских полей во время премьеры «Весны священной».
Работа Гюго с Русским балетом Дягилева свела художницу со многими людьми, сыгравшими впоследствии важную роль в её жизни. В частности, активно участвуя в процессе создания балета «Парад», премьера которого состоялась 18 мая 1917 года, Гюго познакомилась с Эриком Сати и Жаном Кокто. Художница принимала участие в работе и над другими спектаклями Сати — Le Piège de Méduse, Socrate, Mercure.
Своего будущего мужа Жана Гюго, правнука известного французского писателя Виктора Гюго, Валентина Гросс встретила во время войны, в 1917 году в доме Мими и Сипа Годебски. В 1919 году они поженились, Кокто и Сати были свидетелями на их свадьбе.
Находясь в близких приятельских отношениях с композиторами французской «Шестёрки», Гюго и дальше сотрудничала с ними в создании костюмов к балету «Новобрачные на Эйфелевой башне» (Les Mariés de la Tour Eiffel 1921), а в 1926 году выполнила костюмы и 24 гравюры по дереву по макетам Жана Гюго для постановки Жана Кокто «Ромео и Джульетта».

## Валентина Гюго и сюрреалисты
Валентина Гюго познакомилась с поэтом-сюрреалистом Полем Элюаром в 1926 году. Она была первой художницей, проиллюстрировавшей его работы. Их дружба продолжалась до смерти Элюара в 1952 году. Муж художницы, Жан Гюго никогда не интересовался сюрреалистическим движением, и начиная с 1929 года супруги жили отдельно. В 1932 году они развелись, но до самой смерти сохранили хорошие отношения. Расставание с мужем позволило художнице обрести большую свободу общения, а дружба с Андре Бретоном и Полем Элюаром помогает ей установить приятельские отношения с другими участниками объединения, такими как Сальвадор Дали и Макс Эрнст.
В мае 1932 года она переезжает жить в тот же дом, где живут Поль Элюар и Андре Бретон.
С Бретоном Гюго была знакома с 1917 года, они встретились на одном из поэтических чтений Кокто. Их близкие отношения были недолгими, и продолжались в период между июлем 1931 года и маем 1932 года. 8 мая 1932 года, после ссоры с Бретоном, Гюго предприняла попытку самоубийства. Сожалея о своих действиях, она позвонила Элюару, и у него было достаточно времени, чтобы приехать и спасти ей жизнь. После этого события отношения Бретона и Гюго остаются напряжёнными до 9 сентября, когда Валентина, дав пощёчину Бретону, окончательно порывает с ним. Отныне они видятся лишь во время групповых встреч сюрреалистов. Бретон никогда не упоминал Гюго в своей книге «Le Surréalisme et la Peinture».
Гюго оставила выполненные в сюрреалистическом стиле портреты Бретона, Рембо, Кревеля, Элюара, Тцара, Морана и других. Художница иллюстрирует произведения Рене Шара, Рене Кревеля, Лотреамона и переиздание сборника сказок и легенд Ахима фон Арнима, для которого Бретон пишет предисловие. Рисунки Гюго отличаются тем, что выполнены на тёмном фоне, тонкими золотыми линиями с обилием декоративных завитков и наслоений.
Она выставляется вместе с Максом Эрнстом, Джакометти, Жаном Арпом, Пабло Пикассо, Марселем Дюшаном, Маном Рэем, участвует в Salon des Surindépendants в Париже в 1933 году и в выставке «Fantastic art, Dada, Surrealism» в Нью-Йоркском Музее современного искусства в 1936 году.
В 1943 году работы Гюго были включены в выставку Пегги Гуггенхайм «Exhibition by 31 Women» в галерее «Искусство этого века» в Нью-Йорке.
После самоубийства Рене Кревеля в 1935 году и отхода от группы Рене Шара, Тристана Тцара и Поля Элюара, Валентина Гюго начинает разочаровываться в объединении сюрреалистов и покидает движение.
В свои последние годы Валентина Гюго жила одна и в бедности, вынужденная распродавать книги и картины. Ко времени её смерти в 1968 году многих из её друзей уже не было в живых. Умерла в день своего рождения 16 марта 1968 года.
Гюго можно было бы назвать одним из самых забытых художников-сюрреалистов, однако некоторое время назад рынок искусства начал проявлять интерес к её наследию. В 2000 году её работа на аукционе была оценена в 1,9 миллиона франков.
Большая часть архива Гюго — собрание рукописей, фотографий и произведений, была приобретена американским журналистом и куратором Карлтоном Лейком (1915—2006). Архив составляет часть Carlton Lake Art Collection Центра гуманитарных исследований Гарри Рэнсома Техасского университета в Остине.

## Кинематограф
В 1927 году Валентина Гюго работала художницей по костюмам в фильме режиссёра Карла Теодора Дрейера «Страсти Жанны д’Арк».
В 1930 году, вместе с другими художниками, снималась в фильме Луиса Бунюэля «Золотой век».

## Иллюстрации к книгам
- Лотреамон «Песни Мальдорора» (1933)
- Ахим фон Арним «Contes bizarres» (1933)
- Рене Шар «Placard pour un chemin des écoliers» (1937)
- Поль Элюар «Животные и их люди, люди и их животные» (1937)
- Артюр Рембо «Les Poètes de sept ans» (1939)
- Роже Пейрефитт «Особенная дружба» (1946)
- Тристан Лермит «Le promenoir des deux amans» (1949)

## Выставки
Впервые выставила свои работы с сюрреалистами в Салоне де Surindépendants 1933 года и затем:
- Тенерифе (1935),
- Копенгагене (1935),
- Нью-Йорке (1937),
- Токио (1937).

Ретроспективная выставка её работ была проведена в культурном центре Тибо де Шампань, Труа в 1977 году.